# 2023年ラグビーワールドカップ前哨戦
2023年ラグビーワールドカップ前哨戦は、2023年7月から8月にかけて、ラグビーユニオン代表チームが、9月8日開幕のラグビーワールドカップ2023に備えて行った対戦である。その一部は「サマー・ネーションズ・シリーズ（Summer Nations Series）」として15試合が行われ、日本は「パシフィックネーションズカップ2023」への参加を含めてワールドカップへの準備を進めた。

## 対戦全容
この期間に対戦を行うチームは、以下の通り。特記がないものは、対戦相手国で実施する。日付は現地時間。
  は、「パシフィックネーションズカップ2023（Pacific Nations Cup 2023）の6試合（後述）。
  は、サマー・ネーションズ・シリーズ（Summer Nations Series）の15試合（後述）。
| チーム              | 対戦相手と結果                                            | 対戦相手と結果                            | 対戦相手と結果                    | 対戦相手と結果                              | 対戦相手と結果                                   | 対戦相手と結果                           | 対戦相手と結果                               | 対戦相手と結果                                    | 備考                                     |
| チーム              | 7月8日(土)                                                | 7月14日(金)～                             | 7月22日(土)                       | 7月29日(土)                                 | 8月5日(土)～                                     | 8月10日(木)～                            | 8月15日(火)～                                | 8月25日(金)～                                     | 備考                                     |
| ------------------- | --------------------------------------------------------- | ----------------------------------------- | --------------------------------- | ------------------------------------------- | ------------------------------------------------ | ---------------------------------------- | -------------------------------------------- | ------------------------------------------------- | ---------------------------------------- |
| サモア              | ‐                                                         | ‐                                         | 日本 · ○24-22                     | フィジー · ●19-33 · サモアで実施            | トンガ · ○34-9 · サモアで実施                    | ‐                                        | バーバリアンズ ○28-14 フランスで実施         | アイルランド · ●13-17 · フランスで実施            | [ 4 ] [ 5 ] [ 6 ] [ 7 ] [ 8 ]            |
| トンガ              | ‐                                                         | オーストラリア A · ○27-21                 | フィジー · ●20-36                 | 日本 · ●16-21                               | サモア · ●9-34                                   | カナダ · ○28-3 · トンガで実施            | カナダ · ○36-12 · トンガで実施               | ‐                                                 | [ 9 ] [ 10 ] [ 11 ] [ 6 ] [ 12 ] [ 13 ]  |
| フィジー            | ‐                                                         | ‐                                         | トンガ · 〇36-20 · フィジーで実施 | サモア · 〇33-19                            | 日本 · 〇35-12                                   | ‐                                        | フランス · ●17-34                            | イングランド · 〇30-22                            | [ 10 ] [ 5 ] [ 14 ] [ 15 ] [ 16 ]        |
| 日本                | JAPAN XVとして · ニュージーランド XV · ●6-38 · 日本で実施 | ニュージーランド XV · ●27-41 · 日本で実施 | サモア · ●22-24 · 日本で実施      | トンガ · ○21-16 · 日本で実施                | フィジー · ●12-35 · 日本で実施                   | ‐                                        | ‐                                            | イタリア · ●21-42                                 | [ 17 ] [ 18 ] [ 4 ] [ 11 ] [ 14 ] [ 19 ] |
| ニュージーランド    | ‐                                                         | ‐                                         | ‐                                 | ‐                                           | オーストラリア · ○23-20 · ニュージーランドで実施 | ‐                                        | ‐                                            | 南アフリカ共和国 · ●7-35 · ニュージーランドで実施 | [ 20 ] [ 21 ]                            |
| ニュージーランド XV | JAPAN XV ○38-6                                            | 日本 · ○41-27                             | ‐                                 | ‐                                           | ‐                                                | ‐                                        | ‐                                            | ‐                                                 | [ 17 ] [ 18 ]                            |
| オーストラリア      | ‐                                                         | ‐                                         | ‐                                 | ‐                                           | ニュージーランド · ●20-23                        | ‐                                        | ‐                                            | フランス · ●17-41                                 | [ 20 ] [ 22 ]                            |
| オーストラリア A    | ‐                                                         | トンガ · ●21-27 · オーストラリアで実施    | ‐                                 | ‐                                           | ‐                                                | ‐                                        | ‐                                            | ポルトガル · ○30-17 · フランスで実施              | [ 9 ] [ 23 ]                             |
| イタリア            | ‐                                                         | ‐                                         | ‐                                 | スコットランド · ●13-25                     | アイルランド · ●17-33                            | ‐                                        | ルーマニア · ○57-7 · イタリアで実施          | 日本 · ○42-21 · イタリアで実施                    | [ 24 ] [ 25 ] [ 26 ] [ 19 ]              |
| フランス            | ‐                                                         | ‐                                         | ‐                                 | ‐                                           | スコットランド · ●21-25                          | スコットランド · ○30-27 · フランスで実施 | フィジー · ○34-17 · フランスで実施           | オーストラリア · ○41-17 · フランスで実施          | [ 27 ] [ 28 ] [ 15 ] [ 22 ]              |
| ルーマニア          | ‐                                                         | ‐                                         | ‐                                 | ‐                                           | アメリカ合衆国 · ●17-31 · ルーマニアで実施       | ジョージア · ●6-56                       | イタリア · ●7-57                             | ‐                                                 | [ 29 ] [ 30 ] [ 26 ]                     |
| ジョージア          | ‐                                                         | ‐                                         | ‐                                 | ‐                                           | ‐                                                | ルーマニア · ○56-6 · ジョージアで実施    | アメリカ合衆国 · ○22-7 · ジョージアで実施    | スコットランド · ●6-33                            | [ 30 ] [ 31 ] [ 32 ]                     |
| バーバリアンズ      | ‐                                                         | ‐                                         | ‐                                 | ‐                                           | ‐                                                | サモア · ●14-28 · フランスで実施         | ‐                                            | ‐                                                 | [ 7 ]                                    |
| カナダ              | ‐                                                         | ‐                                         | ‐                                 | ‐                                           | ‐                                                | トンガ · ●3-28                           | トンガ · ●12-36                              | ‐                                                 | [ 12 ] [ 13 ]                            |
| アメリカ合衆国      | ‐                                                         | ‐                                         | ‐                                 | ‐                                           | ルーマニア · ○31-17                              | ポルトガル●20-46                         | ジョージア · ●7-22                           | ‐                                                 | [ 29 ] [ 33 ] [ 31 ]                     |
| イングランド        | ‐                                                         | ‐                                         | ‐                                 | ‐                                           | ウェールズ · ●9-20                               | ウェールズ · ○19-17 · イングランドで実施 | アイルランド · ●10-29                        | フィジー · 〇22-30 · イングランドで実施           | [ 34 ] [ 35 ] [ 36 ] [ 16 ]              |
| ウェールズ          | ‐                                                         | ‐                                         | ‐                                 | ‐                                           | イングランド · ○20-9 · ウェールズで実施          | イングランド · ●17-19                    | 南アフリカ共和国 · ●16-52 · ウェールズで実施 | ‐                                                 | [ 34 ] [ 35 ] [ 37 ]                     |
| スコットランド      | ‐                                                         | ‐                                         | ‐                                 | イタリア · ○25-13 · スコットランドで実施    | フランス · ○25-21 · スコットランドで実施         | フランス · ●27-30                        | ×                                            | ジョージア · ○33-6 · スコットランドで実施         | [ 24 ] [ 27 ] [ 28 ] [ 32 ]              |
| アイルランド        | ‐                                                         | ‐                                         | ‐                                 | ‐                                           | イタリア · ●33-17 · アイルランドで実施           | ‐                                        | イングランド · ○29-10 · アイルランドで実施   | サモア · ○17-13 · フランスで実施                  | [ 25 ] [ 36 ] [ 8 ]                      |
| 南アフリカ共和国    | ‐                                                         | ‐                                         | ‐                                 | ‐                                           | アルゼンチン · ○24-13                            | ‐                                        | ウェールズ · ○52-16                          | ニュージーランド · ○35-7                          | [ 38 ] [ 37 ] [ 21 ]                     |
| アルゼンチン        | ‐                                                         | ‐                                         | ‐                                 | ‐                                           | 南アフリカ共和国 · ●13-24 · アルゼンチンで実施   | ‐                                        | ‐                                            | スペイン · ○62-3                                  | [ 38 ] [ 39 ]                            |
| アルゼンチン XV     | ‐                                                         | ‐                                         | ‐                                 | ‐                                           | ナミビア · ○34-27 · ウルグアイで実施             | チリ · ○40-13                            | ウルグアイ · ●13-33                          | チリ · ○28-26                                     | [ 40 ] [ 41 ] [ 42 ] [ 43 ]              |
| ナミビア            | ‐                                                         | ‐                                         | ‐                                 | アルゼンチン XV · ●27-34 · ウルグアイで実施 | ウルグアイ · ●18-26                              | チリ · ○28-26                            | ‐                                            | ブルズ ●30-43 ナミビアで実施                      | [ 40 ] [ 44 ] [ 45 ] [ 46 ]              |
| チリ                | ‐                                                         | ‐                                         | ‐                                 | ウルグアイ · ●25-26                         | アルゼンチン XV · ●13-40 · チリで実施            | ナミビア · ●26-28 · チリで実施           | ‐                                            | アルゼンチン XV · ●26-28 · チリで実施             | [ 47 ] [ 41 ] [ 45 ] [ 43 ]              |
| ウルグアイ          | ‐                                                         | ‐                                         | ‐                                 | チリ · ○26-25 · ウルグアイで実施            | ナミビア · ○26-18 · ウルグアイで実施             | ‐                                        | アルゼンチン XV · ○33-13 · ウルグアイで実施  | ‐                                                 | [ 47 ] [ 44 ] [ 42 ]                     |
| スペイン            | ‐                                                         | ‐                                         | ‐                                 | ‐                                           | ‐                                                | ‐                                        | ‐                                            | アルゼンチン · ○3-62 · スペインで実施             | [ 39 ]                                   |
| ポルトガル          | ‐                                                         | ‐                                         | ‐                                 | ‐                                           | ‐                                                | アメリカ合衆国 · ○46-20                  | ‐                                            | オーストラリア A · ●17-30 · フランスで実施        | [ 33 ] [ 23 ]                            |
| ブルズ              | ‐                                                         | ‐                                         | ‐                                 | ‐                                           | ‐                                                | ‐                                        | ‐                                            | ナミビア · ○43-30                                 | [ 46 ]                                   |
| チーム              | 7月8日(土)                                                | 7月14日(金)～                             | 7月22日(土)                       | 7月29日(土)                                 | 8月5日(土)～                                     | 8月10日(木)～                            | 8月15日(火)～                                | 8月25日(金)～                                     | 備考                                     |

## パシフィックネーションズカップ2023
パシフィックネーションズカップ2023は、サモア、トンガ、フィジー、日本の4か国による総当たり戦で行われる大会。全6試合。
上述の表での も参照。

## サマー・ネーションズ・シリーズ
シックス・ネーションズ6か国（イングランド、アイルランド、フランス、スコットランド、ウェールズ、イタリア）が、他のティア1や、ティア2の国と戦う。5回の週末で、15試合行われた。今回はニュージーランドとの対戦は行われなかった。
上述の表での も参照。

## 日本代表
はパシフィックネーションズカップ2023、  はサマー・ネーションズ・シリーズ。
| 日付                                  | 開始時間                              | 対戦                           | 結果    | 会場                                  | 特記事項                                                           | 備考          |
| ------------------------------------- | ------------------------------------- | ------------------------------ | ------- | ------------------------------------- | ------------------------------------------------------------------ | ------------- |
| 7月8日(土)                            | 17:00                                 | オールブラックスXV vs JAPAN XV | ● 6-38  | 秩父宮ラグビー場（東京都港区）        | キャップ非対象 リポビタンDチャレンジカップ2023                     | [ 48 ] [ 49 ] |
| 7月15日(土)                           | 18:07                                 | オールブラックスXV vs 日本代表 | ● 27-41 | えがお健康スタジアム（熊本県熊本市）  | キャップ非対象 リポビタンDチャレンジカップ2023                     | [ 50 ] [ 51 ] |
| 7月22日(土)                           | 14:50                                 | サモア vs 日本代表             | ● 22-24 | 札幌ドーム（北海道札幌市）            | リポビタンDチャレンジカップ2023 パシフィックネーションズカップ2023 | [ 52 ] [ 53 ] |
| 7月29日(土)                           | 19:40                                 | トンガ vs 日本代表             | ◯ 21-16 | 花園ラグビー場（大阪府東大阪市）      | リポビタンDチャレンジカップ2023 パシフィックネーションズカップ2023 | [ 54 ] [ 55 ] |
| 8月5日(土)                            | 19:16                                 | フィジー vs 日本代表           | ● 12-35 | 秩父宮ラグビー場（東京都港区）        | リポビタンDチャレンジカップ2023 パシフィックネーションズカップ2023 | [ 56 ] [ 57 ] |
| 8月26日(土)17:30 日本時間27日(日)1:30 | 8月26日(土)17:30 日本時間27日(日)1:30 | イタリア vs 日本代表           | ● 21-42 | Stadio Comunale di Monigo（イタリア） | リポビタンDツアー2023 サマー・ネーションズ・シリーズ               | [ 58 ] [ 59 ] |

## 対戦詳細

### 7月8日(土)
| 2023年7月8日 17:00 JST (UTC+9) | JAPAN XV                   | 6–38                | オールブラックスXV | 秩父宮ラグビー場, 東京都港区 観客数: 22,283人 レフリー: マイク・アダムソン (スコットランド) |
| 2023年7月8日 17:00 JST (UTC+9) | PG: 松田力也 (2/2) 4', 22' | レポート 結果配信表 | T: ペロフェタ 14' m グッドヒュー 54' c ナナイ＝セツロ 61' m ナンキヴェル 66' m ファカタヴァ 80' c G: ペロフェタ (1/2) 55' キャメロン (1/3) 80+1' PG: ペロフェタ (3/4) 18', 40+1', 44' | 秩父宮ラグビー場, 東京都港区 観客数: 22,283人 レフリー: マイク・アダムソン (スコットランド) |

### 7月14日(金)～
| 2023年7月14日 15:00 TOT (UTC+13) | トンガ | 27–21    | オーストラリアA                                                                    | トゥファイバ・スポーツスタジアム, ヌクアロファ, トンガ 観客数: 10,000人 レフリー: Dan Waenga (ニュージーランド) |
| 2023年7月14日 15:00 TOT (UTC+13) | T: ピウタウ 3' m イニシ 11' c フナキ 25' c タクルア 33' m G: ハヴィリ (2/4) 12', 26' PG: Mausia (1/1) 76' | レポート | T: トゥール 49' c アンダーソン 60' c Flook 71' c G: フォーリー (3/3) 50', 61', 72' | トゥファイバ・スポーツスタジアム, ヌクアロファ, トンガ 観客数: 10,000人 レフリー: Dan Waenga (ニュージーランド) |

| 2023年7月15日 18:05 JST (UTC+9) | 日本 | 27–41               | オールブラックスXV | えがお健康スタジアム, 熊本県熊本市 観客数: 19,586人 レフリー: Tual Trainini (フランス) |
| 2023年7月15日 18:05 JST (UTC+9) | T: 松島幸太朗 24' c セミシ・マシレワ (2) 53' c, 58' c G: 李承信 (3/3) 25', 54', 60' PG: 李承信 (2/2) 11', 20' | レポート 結果配信表 | T: プロクタ— (4) 8' m, 29' c, 37' c, 50' c ペロフェタ 11' c ラム 42' m G: ペロフェタ (4/6) 12', 30', 38', 51' PG: ペロフェタ (1/1) 35' | えがお健康スタジアム, 熊本県熊本市 観客数: 19,586人 レフリー: Tual Trainini (フランス) |

### 7月22日(土)
| 2023年7月22日 15:00 FJT (UTC+12) | (1 BP) フィジー | 36–20    | トンガ                                                                                       | Churchill Park, ラウトカ, フィジー 観客数: 15,000人 レフリー: Paul Williams (ニュージーランド) |
| 2023年7月22日 15:00 FJT (UTC+12) | T: PT 5' ナヤザレヴ 7' m マタヴェシ 12' c トゥイソヴァ 40+1' c マタワル 80' c G: Muntz (3/4) 13', 40+3', 80+1' PG: Muntz (1/1) 68' | レポート | T: マイレ 15' m Lフィフィタ 20' c Taumoefolau 48' m G: Mausia (1/3) 21' PG: Mausia (1/1) 26' | Churchill Park, ラウトカ, フィジー 観客数: 15,000人 レフリー: Paul Williams (ニュージーランド) |

| 2023年7月22日 14:50 JST (UTC+09) | (1 BP) 日本                                                                      | 22–24    | サモア | 札幌ドーム, 札幌, 日本 観客数: 22,063人 レフリー: マシュー・ライナル (フランス) |
| 2023年7月22日 14:50 JST (UTC+09) | T: ファカタヴァ 6' c G: 李承信 (1/1) 7' PG: 李承信 (5/5) 19', 42', 47', 57', 61' | レポート | T: Motuga 37' c Taumateine 48' c Manu 63' c G: リアリーファノ (3/3) 38', 50', 64' PG: リアリーファノ (1/1) 25' | 札幌ドーム, 札幌, 日本 観客数: 22,063人 レフリー: マシュー・ライナル (フランス) |

特記事項:
- サモアが日本に勝利したのは、2012年での勝利（27-26）以来。[60]

### 7月29日(土)
| 2023年7月29日 15:00 WST (UTC+13) | サモア                                                                        | 19–33    | フィジー (1 BP) | アピア・パーク, アピア, サモア 観客数: 8,000人 レフリー: アンガス・ガードナー (オーストラリア) |
| 2023年7月29日 15:00 WST (UTC+13) | T: リアリーファノ 20' m Manu 45' c Lee 60' c G: リアリーファノ (2/3) 46', 62' | レポート | T: イカニヴェレ (2) 6' m, 16' m マシ 12' c ラヴタウマンダ 30' c G: Muntz (2/4) 12', 32' PG: Muntz (3/4) 24', 40', 54' | アピア・パーク, アピア, サモア 観客数: 8,000人 レフリー: アンガス・ガードナー (オーストラリア) |

| 2023年7月29日 19:30 JST (UTC+09) | 日本                                                                                          | 21–16    | トンガ (1 BP)                                          | 花園ラグビー場, 東大阪, 日本 観客数: 27,346人 レフリー: Matthew Carley (イングランド) |
| 2023年7月29日 19:30 JST (UTC+09) | T: ナイカブラ 20' m ファカタヴァ 40' m マシレワ 53' m PG: 李承信 (1/1) 32' 松田力也 (1/1) 67' | レポート | T: タクルア 23' m Moli 57' m PG: Havili (2/2) 42', 47' | 花園ラグビー場, 東大阪, 日本 観客数: 27,346人 レフリー: Matthew Carley (イングランド) |

| 2023年7月29日 15:15 BST (UTC+1) | スコットランド                                                                                       | 25–13    | イタリア                                                          | マレーフィールド・スタジアム, エディンバラ, スコットランド 観客数: 49,977人 レフリー: ベン・オキーフ (ニュージーランド) |
| 2023年7月29日 15:15 BST (UTC+1) | T: グレアム (2) 13' m, 56' c ベイリス 80' c G: ヒーリー (2/3) 57', 80+1' PG: ヒーリー (2/2) 48', 74' | レポート | T: イオアネ 62' c G: アラン (1/1) 63' PG: アラン (2/2) 26', 40+2' | マレーフィールド・スタジアム, エディンバラ, スコットランド 観客数: 49,977人 レフリー: ベン・オキーフ (ニュージーランド) |

| 2023年7月29日 13:30 UYT (UTC-3) | ナミビア | 27–34    | アルゼンチンA | エスタディオ・チャルーア, モンテビデオ, ウルグアイ レフリー: Craig Evans (ウェールズ) |
| 2023年7月29日 13:30 UYT (UTC-3) | T: ファンヤースフェルト (3) 35' m, 49' c, 65' c コンラディ 68' m G: スワネポール (2/4) 50', 66' PG: スワネポール (1/1) 5' | レポート | T: De la Vega Mendía 11' c ボガド 16' c ゴンサレス 21' m Lavanini 25' c デルグイ 74' m G: De la Vega Mendía (3/5) 12', 17', 26' PG: De la Vega Mendía (1/1) 69' | エスタディオ・チャルーア, モンテビデオ, ウルグアイ レフリー: Craig Evans (ウェールズ) |

| 2023年7月29日 16:00 UYT (UTC-3) | ウルグアイ                                                                            | 26–25    | チリ                                                                                             | エスタディオ・チャルーア, モンテビデオ, ウルグアイ レフリー: ルーク・ピアース (イングランド) |
| 2023年7月29日 16:00 UYT (UTC-3) | T: PT 12' バッソ 18' c アルダオ 29' m インシアルテ 74' c G: エチェベリ (2/3) 19', 75' | レポート | T: Martínez 46' m Ayarza 69' c Garafulic 80' c G: Videla (2/3) 70', 80' PG: Videla (2/2) 4', 27' | エスタディオ・チャルーア, モンテビデオ, ウルグアイ レフリー: ルーク・ピアース (イングランド) |

### 8月5日(土)
| 2023年8月5日 15:00 WST (UTC+13) | (1 BP) サモア | 34–9     | トンガ                                    | アピア・パーク, アピア, サモア 観客数: 4,000人 レフリー: アンガス・ガードナー (オーストラリア) |
| 2023年8月5日 15:00 WST (UTC+13) | T: マロロ 24' c Faiʻilagi 47' c Paia'aua 58' c マタヴァオ 64' c G: Leuila (4/4) 25', 48', 59', 65' PG: Leuila (2/2) 16', 40' | レポート | PG: Havili (1/1) 5' Mausia (2/2) 30', 37' | アピア・パーク, アピア, サモア 観客数: 4,000人 レフリー: アンガス・ガードナー (オーストラリア) |

| 2023年8月5日 19:15 JST (UTC+09) | 日本                                                   | 12–35    | フィジー (1 BP) | 秩父宮ラグビー場, 東京, 日本 観客数: 22,137人 レフリー: Matthew Carley (イングランド) |
| 2023年8月5日 19:15 JST (UTC+09) | T: ナイカブラ 71' c マシレワ 77' m G: 李承信 (1/2) 72' | レポート | T: ナヤザレヴ 4' c マウィ 17' c クルヴォリ 38' c ロマニ (2) 58' c, 81' c G: ヴォラヴォラ (4/4) 5', 18', 39', 59' テラ (1/1) 82' | 秩父宮ラグビー場, 東京, 日本 観客数: 22,137人 レフリー: Matthew Carley (イングランド) |

特記事項:
- フィジーが日本に勝利したのは、2012年の勝利（25-19）以来。
- 松島幸太朗が50キャップを獲得。

| 2023年8月5日 14:35 NZST (UTC+12) | ニュージーランド | 23–20    | オーストラリア                                                                                        | フォーサイス・バー・スタジアム, ダニーデン, ニュージーランド 観客数: 28,000人 レフリー: Karl Dickson (イングランド) |
| 2023年8月5日 14:35 NZST (UTC+12) | T: Stevenson 43' c Finau 63' c G: マッケンジー (1/1) 44' モウンガ (1/1) 64' PG: マッケンジー (1/1) 13' モウンガ (2/2) 57', 79' | レポート | T: コロインベテ 2' c フーパー 6' c G: ゴードン (2/2) 2', 7' PG: ゴードン (1/2) 22' クーパー (1/1) 72' | フォーサイス・バー・スタジアム, ダニーデン, ニュージーランド 観客数: 28,000人 レフリー: Karl Dickson (イングランド) |

| 2023年8月5日 15:15 BST (UTC+1) | スコットランド                                                                                            | 25–21    | フランス                                                                                    | マレーフィールド・スタジアム, エディンバラ, スコットランド 観客数: 56,256人 レフリー: ベン・オキーフ (ニュージーランド) |
| 2023年8月5日 15:15 BST (UTC+1) | T: グレアム 43' c ストックマン 54' c チェリー 64' m G: ラッセル (2/3) 44', 55' PG: ラッセル (2/2) 5', 73' | レポート | T: クイユー 12' c ビエル＝ビアレ 25' c ウォキ 40+3' c G: ジャリベール (3/3) 13', 26', 40+4' | マレーフィールド・スタジアム, エディンバラ, スコットランド 観客数: 56,256人 レフリー: ベン・オキーフ (ニュージーランド) |

| 2023年8月5日 17:30 BST (UTC+1) | ウェールズ                                                                                      | 20–9     | イングランド                    | ミレニアム・スタジアム, カーディフ, ウェールズ 観客数: 65,802人 レフリー: ニック・ベリー (オーストラリア) |
| 2023年8月5日 17:30 BST (UTC+1) | T: デーヴィス 47' c ノース 57' c G: ハーフペニー (2/2) 48', 58' PG: ハーフペニー (2/2) 17', 25' | レポート | PG: スミス (3/3) 7', 13', 40+2' | ミレニアム・スタジアム, カーディフ, ウェールズ 観客数: 65,802人 レフリー: ニック・ベリー (オーストラリア) |

- リー・ハーフペニーは、ウェールズ9人目のテストマッチ100キャップ達成者となった。

| 2023年8月5日 20:00 EEST (UTC+3) | ルーマニア                                                           | 17–31    | アメリカ合衆国                                                                      | Stadionul Arcul de Triumf, ブカレスト, ルーマニア レフリー: Sam Grove-White (スコットランド) |
| 2023年8月5日 20:00 EEST (UTC+3) | T: スルジュ 61' c Sikuea 65' m Simionescu 74' m G: Mureșan (1/3) 62' | レポート | T: ドラン 6' c McCarthy 24' m Dyer 38' c PT 46' m Ryan 55' m G: Carty (2/4) 7', 40' | Stadionul Arcul de Triumf, ブカレスト, ルーマニア レフリー: Sam Grove-White (スコットランド) |

| 2023年8月5日 20:00 IST (UTC+1) | アイルランド | 33–17    | イタリア                                                                          | アビバ・スタジアム, ダブリン, アイルランド 観客数: 43,500人 レフリー: マシュー・ライナル (フランス) |
| 2023年8月5日 20:00 IST (UTC+1) | T: キルコイン 12' c ドリス (2) 30' c, 73' c マクロスキー 36' c ヒーリー 65' m G: クロウリー (3/4) 13', 31', 37' Frawley (1/1) 74' | レポート | T: パーニ 51' c メノンチェッロ 68' c G: アラン (2/2) 52', 69' PG: アラン (1/1) 3' | アビバ・スタジアム, ダブリン, アイルランド 観客数: 43,500人 レフリー: マシュー・ライナル (フランス) |

| 2023年8月5日 16:10 AST (UTC-3) | アルゼンチン                                                                | 13–24    | 南アフリカ共和国                                                                             | エスタディオ・ホセ・アマルフィターニ, ブエノスアイレス, アルゼンチン 観客数: 60,000人 レフリー: ニカ・アマシュケリ (ジョージア) |
| 2023年8月5日 16:10 AST (UTC-3) | T: ベルトラノウ 22' c G: ボフェッリ (1/1) 24' PG: ボフェッリ (2/2) 37', 52' | レポート | T: マピンピ 42' c ムーディ 46' m G: リボック (1/2) 43' PG: リボック (4/7) 16', 59', 67', 72' | エスタディオ・ホセ・アマルフィターニ, ブエノスアイレス, アルゼンチン 観客数: 60,000人 レフリー: ニカ・アマシュケリ (ジョージア) |

- アグスティン・クレービー は、アルゼンチン選手として最初のテストマッチ100キャップを獲得した[61]。
- アルゼンチンのサンティアゴ・コルデロは、テストマッチ50キャップを獲得した[62]。

| 2023年8月5日 18:00 UYT (UTC-3) | ウルグアイ | 26–18    | ナミビア                                                                  | エスタディオ・チャルーア, モンテビデオ, ウルグアイ レフリー: ルーク・ピアース (イングランド) |
| 2023年8月5日 18:00 UYT (UTC-3) | T: デウス (2) 15' c, 28' m アルコスペレス 48' c D.アルダオ 63' c G: Zuccarino (2/3) 16', 49' オルマエチェア (1/1) 64' | レポート | T: Rossouw 39' m コンラディ 42' m Burger 71' m PG: スワネポール (1/2) 37' | エスタディオ・チャルーア, モンテビデオ, ウルグアイ レフリー: ルーク・ピアース (イングランド) |

| 2023年8月5日 19:00 CLT (UTC-4) | チリ                                                            | 13–40    | アルゼンチンA | Estadio Calvo y Bascuñán, アントファガスタ, チリ レフリー: Craig Evans (ウェールズ) |
| 2023年8月5日 19:00 CLT (UTC-4) | T: D. Saavedra 23' c G: Urroz (1/1) 24' PG: Urroz (2/2) 4', 15' | レポート | T: Iriarte 18' c Bosch (2) 32' c, 44' c オビエド 40' c Cancelliere 52' m イスグロ 59' c G: De la Vega Mendía (5/6) 19', 33', 40', 44', 60' | Estadio Calvo y Bascuñán, アントファガスタ, チリ レフリー: Craig Evans (ウェールズ) |

### 8月10日(木)～
| 10 August 2023 15:00 TOT (UTC+13) | トンガ                                                                                          | 28–3     | カナダ                 | トゥファイバ・スポーツスタジアム, ヌクアロファ, チリ 観客数: 6,000人 レフリー: Jordan Way (オーストラリア) |
| 10 August 2023 15:00 TOT (UTC+13) | T: Moli 4' c タクルア 19' c ヴァイラヌ (2) 40+3' c, 52' c G: タクルア (4/4) 5', 20', 40+4', 53' | レポート | PG: ネルソン (1/1) 11' | トゥファイバ・スポーツスタジアム, ヌクアロファ, チリ 観客数: 6,000人 レフリー: Jordan Way (オーストラリア) |

| 2023年8月12日 19:00 GET (UTC+4) | ジョージア | 56-6     | ルーマニア                | ミヘイル・メスヒ・スタジアム, トビリシ, ジョージア 観客数: 10,000人 レフリー: ウェイン・バーンズ (イングランド) |
| 2023年8月12日 19:00 GET (UTC+4) | T: アプラシゼ 3' c シャリカゼ 36' c Chkoidze 39' m Gachechiladze 41' c タブツァゼ 45' c マトカヴァ 48' m マムカシヴィリ 66' m ロブジャニゼ 78' c G: マトカヴァ (5/8) 4', 37', 42', 46', 79' PG: マトカヴァ (1/1) 12' アプラシゼ (1/1) 20' | レポート | PG: Melinte (2/2) 1', 24' | ミヘイル・メスヒ・スタジアム, トビリシ, ジョージア 観客数: 10,000人 レフリー: ウェイン・バーンズ (イングランド) |

- ジョージアは、ルーマニアに対して2016年の38対9（29点差）で勝利した記録を上回り、最多得点差となった。

| 2023年8月12日 17:30 BST (UTC+1) | イングランド                                                                                 | 19–17    | ウェールズ                                                                      | トゥイッケナム・スタジアム, ロンドン, イングランド 観客数: 74,256人 レフリー: ニカ・アマシュケリ (ジョージア) |
| 2023年8月12日 17:30 BST (UTC+1) | T: イトジェ 67' c G: フォード (1/1) 68' PG: ファレル (3/3) 9', 40+2', 41' フォード (1/1) 75' | レポート | T: PT 59' T.ウィリアムズ 64' c G: ビガー (1/1) 65' PG: O.ウィリアムズ (1/1) 45' | トゥイッケナム・スタジアム, ロンドン, イングランド 観客数: 74,256人 レフリー: ニカ・アマシュケリ (ジョージア) |

- イングランドのエリス・ゲンジと、ウェールズのジョシュ・アダムスは、テストマッチ50キャップを得た。

| 2023年8月12日 21:05 CEST (UTC+02) | フランス | 30–27    | スコットランド | スタッド・ジェフロワ＝ギシャール, サン＝テティエンヌ, フランス 観客数: 41,101人 レフリー: ニック・ベリー (オーストラリア) |
| 2023年8月12日 21:05 CEST (UTC+02) | T: ヌタマック 32' c プノー 42' c オリヴォン 44' c G: ラモス (3/3) 33', 43', 46' PG: ラモス (3/3) 8', 22', 79' | レポート | T: ステイン (2) 4' c, 74' m ファン・デル・メルヴァ 62' m ダージ 67' c G: ラッセル (2/4) 6', 68' PG: ラッセル (1/1) 11' | スタッド・ジェフロワ＝ギシャール, サン＝テティエンヌ, フランス 観客数: 41,101人 レフリー: ニック・ベリー (オーストラリア) |

| 2023年8月12日 21:00 WEST (UTC+1) | ポルトガル | 46–20  | アメリカ合衆国                                                     | エスタディオ・アルガルヴェ, ファロ, ポルトガル レフリー: ポール・ウィリアムズ (ニュージーランド) |
| 2023年8月12日 21:00 WEST (UTC+1) | T: Moura 15' c Marta (2) 30' m, 64' m アップルトン 35' c V. Pinto 50' c PT 69' マルティンス 78' m G: マルケス (2/4) 16', 36' Sousa Guedes (1/2) 51' PG: マルケス (1/1) 40' | Report | T: ドラン 22' c PT 43' G: Carty (1/1) 23' PG: Carty (2/2) 10', 29' | エスタディオ・アルガルヴェ, ファロ, ポルトガル レフリー: ポール・ウィリアムズ (ニュージーランド) |

| 2023年8月12日 17:00 CLT (UTC-04) | チリ                                                                                              | 26–28    | ナミビア | Estadio Elías Figueroa Brander, バルパライソ, チリ レフリー: Craig Evans (ウェールズ) |
| 2023年8月12日 17:00 CLT (UTC-04) | T: フェルナンデス 14' c Ayarza 17' c Sigren 39' m D. Saavedra 57' c G: Videla (3/4) 15', 18', 58' | レポート | T: Greyling 20' c Rossouw 59' c ファンデルウェストヘーゼン 64' c A. Ludick 68' c G: スワネポール (4/4) 20', 60', 65', 69' | Estadio Elías Figueroa Brander, バルパライソ, チリ レフリー: Craig Evans (ウェールズ) |

- 両者にとって初めての対戦。

### 8月15日(火)～
| 2023年8月15日 15:00 TOT (UTC+13) | トンガ | 36–12    | カナダ                                          | トゥファイバ・スポーツスタジアム, ヌクアロファ, トンガ 観客数: 4,000人 レフリー: James Doleman (ニュージーランド) |
| 2023年8月15日 15:00 TOT (UTC+13) | T: サカリア (2) 4' c, 32' c K. Taumoefolau (2) 18' m, 46' m V. Fifita 24' c Moli 73' m G: タクルア (3/5) 5', 25', 33' | レポート | T: Olson (2) 65' m, 78' c G: ネルソン (1/2) 79' | トゥファイバ・スポーツスタジアム, ヌクアロファ, トンガ 観客数: 4,000人 レフリー: James Doleman (ニュージーランド) |

| 2023年8月18日 20:45 CEST (UTC+2) | サモア | 28–14    | バーバリアンズ                                                | Stade Amédée-Domenech, ブリーヴ＝ラ＝ガイヤルド, フランス レフリー: Mike Adamson (スコットランド) |
| 2023年8月18日 20:45 CEST (UTC+2) | T: リー 21' m マヌ 48' c エナリ 55' c G: ソポアンガ (2/3) 49', 56' PG: ソポアンガ (2/2) 4', 40' リアリーファノ (1/2) 59' | レポート | T: デュプレア 63' c スパイト 76' c G: Williams (2/2) 64', 77' | Stade Amédée-Domenech, ブリーヴ＝ラ＝ガイヤルド, フランス レフリー: Mike Adamson (スコットランド) |

| 2023年8月18日 20:00 UYT (UTC-03) | ウルグアイ | 33–13    | アルゼンチンA                                                                      | エスタディオ・チャルーア, モンテビデオ, ウルグアイ レフリー: Frank Murphy (アイルランド) |
| 2023年8月18日 20:00 UYT (UTC-03) | T: ケスレル (2) 1' m, 17' c アルダオ 54' c ビアンチ 57' c ベルチェシ 80' c G: エチェベリ (3/4) 18', 54' 58' ベルチェシ (1/1) 80' | レポート | T: Delguy 65' c G: De la Vega Mendía (1/1) 66' PG: De la Vega Mendía (2/2) 3', 11' | エスタディオ・チャルーア, モンテビデオ, ウルグアイ レフリー: Frank Murphy (アイルランド) |

| 2023年8月19日 15:15 BST (UTC+01) | ウェールズ                                                          | 16–52    | 南アフリカ共和国 | ミレニアム・スタジアム, カーディフ, ウェールズ 観客数: 68,511人 レフリー: アンドリュー・ブライス (アイルランド) |
| 2023年8月19日 15:15 BST (UTC+01) | T: Parry 71' c G: Evans (1/1) 72' PG: コステロウ (3/3) 8', 20', 24' | レポート | T: マークス 3' m ムーディ (2) 21' c, 60' c PT 33' クリエル (2) 34' m, 51' c デュトイ 58' c ウィレムセ 68' c G: リボック (5/7) 23', 52', 59', 61', 69' | ミレニアム・スタジアム, カーディフ, ウェールズ 観客数: 68,511人 レフリー: アンドリュー・ブライス (アイルランド) |

| 2023年8月19日 19:00 GET (UTC+4) | ジョージア | 22–7     | アメリカ合衆国                         | ミヘイル・メスヒ・スタジアム, トビリシ, ジョージア 観客数: 15,000人 レフリー: ヤコ・ペイパー (南アフリカ共和国) |
| 2023年8月19日 19:00 GET (UTC+4) | T: タブツァゼ 11' m マムカシヴィリ 28' c ニニアシヴィリ 46' c G: マトカヴァ (2/3) 29', 47' PG: マトカヴァ (1/1) 60' | レポート | T: デ・ハース 32' c G: Carty (1/1) 33' | ミヘイル・メスヒ・スタジアム, トビリシ, ジョージア 観客数: 15,000人 レフリー: ヤコ・ペイパー (南アフリカ共和国) |

| 2023年8月19日 17:30 IST (UTC+01) | アイルランド | 29–10    | イングランド                                                    | アビバ・スタジアム, ダブリン, アイルランド 観客数: 51,000人 レフリー: ポール・ウィリアムズ (ニュージーランド) |
| 2023年8月19日 17:30 IST (UTC+01) | T: アキ 9' c リングローズ 39' m ロウ 57' m ハンセン 62' m アールズ 73' c G: バーン (1/4) 10' クロウリー (1/1) 74' | レポート | T: シンクラー 71' c G: フォード (1/1) 72' PG: フォード (1/2) 5' | アビバ・スタジアム, ダブリン, アイルランド 観客数: 51,000人 レフリー: ポール・ウィリアムズ (ニュージーランド) |

Notes:
- アイルランドのキース・アールズ は、テストマッチ100キャップを獲得[67]。

| 2023年8月19日 18:30 CEST (UTC+02) | イタリア | 57–7     | ルーマニア  | Stadio Riviera delle Palme, サン・ベネデット・デル・トロント, イタリア 観客数: 9,122人 レフリー: ルーク・ピアース (イングランド) |
| 2023年8月19日 18:30 CEST (UTC+02) | T: オドグウ 7' m イオアネ 12' c A.ガルビシ 16' c カプオッツォ (2) 20' m, 54' m ニコテーラ 27' c ブレックス 44' c ラム 66' c ハラフィヒ 72' c G: P.ガルビシ (6/9) 13', 17', 28', 44', 66', 73' | レポート | T: PT 39' c | Stadio Riviera delle Palme, サン・ベネデット・デル・トロント, イタリア 観客数: 9,122人 レフリー: ルーク・ピアース (イングランド) |

| 2023年8月19日 21:05 CEST (UTC+02) | フランス | 34–17    | フィジー                                                                                 | スタッド・ドゥ・ラ・ボージョワール, ナント, フランス 観客数: 32,583人 レフリー: ニカ・アマシュケリ (ジョージア) |
| 2023年8月19日 21:05 CEST (UTC+02) | T: モーヴァカ 30' c アトニオ 41' m マカルー 59' c G: ジャミネ (2/3) 31', 60' PG: ジャミネ (5/5) 5', 7', 10', 42', 71' | レポート | T: イカニヴェレ 34' c ランドランドラ 51' c G: マンツ (2/2) 35', 52' PG: マンツ (1/1) 20' | スタッド・ドゥ・ラ・ボージョワール, ナント, フランス 観客数: 32,583人 レフリー: ニカ・アマシュケリ (ジョージア) |

### 8月25日(金)～
| 2023年8月25日 19:30 BST (UTC+01) | ニュージーランド                          | 7–35     | 南アフリカ共和国 | トゥイッケナム・スタジアム, ロンドン, イングランド 観客数: 80,827人 レフリー: Matthew Carley (イングランド) |
| 2023年8月25日 19:30 BST (UTC+01) | T: ロイガード 70' c G: モウンガ (1/1) 71' | レポート | T: コリシ 17' c アレンゼ 33' c マークス 41' c ンボナンビ 58' c スミス 66' c G: リボック (5/5) 18', 34', 42', 60', 68' | トゥイッケナム・スタジアム, ロンドン, イングランド 観客数: 80,827人 レフリー: Matthew Carley (イングランド) |

Notes:
- オーストラリアによるニュージーランドに対する28点差の勝利は、1999年の21点差勝利を上回る[69]

| 2023年8月26日 16:00 CAT (UTC+2) | ナミビア | 30–43 | ブルズ | Vegkop Stadium, ウィントフック, ナミビア |
| 2023年8月26日 16:00 CAT (UTC+2) | レポート |       |        | Vegkop Stadium, ウィントフック, ナミビア |

| 2023年8月26日 15:15 BST (UTC+01) | イングランド                                                                                  | 22–30    | フィジー | トゥイッケナム・スタジアム, ロンドン, イングランド 観客数: 56,854人 レフリー: ヤコ・ペイパー (南アフリカ共和国) |
| 2023年8月26日 15:15 BST (UTC+01) | T: メイ 9' m スミス 57' c マーチャント 68' c G: フォード (2/3) 58', 69' PG: フォード (1/1) 6' | レポート | T: ナヤザレヴ 43' c ハボシ 52' c クルヴォリ 72' c G: マンツ (3/3) 44', 54', 74' PG: マンツ (3/3) 18', 56', 62' | トゥイッケナム・スタジアム, ロンドン, イングランド 観客数: 56,854人 レフリー: ヤコ・ペイパー (南アフリカ共和国) |

Notes:
- イングランドにとって、ティア2に対する初めての敗北となった。フィジーにとってはイングランド初勝利[72][73]
- コートニー・ローズ は、テストマッチ100キャップを獲得した、5人目のイングランド選手[74]

| 2023年8月26日 18:30 CEST (UTC+2) | イタリア | 42–21               | 日本 | Stadio Comunale di Monigo, トレヴィーゾ, イタリア レフリー: Karl Dickson (イングランド) |
| 2023年8月26日 18:30 CEST (UTC+2) | T: バーニー 6' c イオアネ (3) 20' c, 56' m, 76' c パジュ＝レロ 80' c G: アラン (4/5) 7', 21', 77', 80' PG: アラン (3/3) 37', 46', 65' | レポート 結果配信表 | T: ジョネ・ナイカブラ 16' m 松島幸太朗 52' c ディラン・ライリー 71' m G: 松田力也 (1/2) 53' PG: 李承信 (2/3) 34', 40' | Stadio Comunale di Monigo, トレヴィーゾ, イタリア レフリー: Karl Dickson (イングランド) |

| 2023年8月26日 17:30 BST (UTC+1) | スコットランド | 33–6     | ジョージア                    | マレーフィールド・スタジアム, エディンバラ, スコットランド 観客数: 54,212人 レフリー: マシュー・ライナル (フランス) |
| 2023年8月26日 17:30 BST (UTC+1) | T: ファン・デル・メルヴァ (2) 46' c, 77' m ダージ 50' c デンプシー 58' c ステイン 68' c G: ラッセル (2/2) 47', 51' ヒーリー (2/3) 59', 69' | レポート | PG: マトカヴァ (2/2) 11', 20' | マレーフィールド・スタジアム, エディンバラ, スコットランド 観客数: 54,212人 レフリー: マシュー・ライナル (フランス) |

| 2023年8月23日 20:00 CEST (UTC+02) | ポルトガル                                                                               | 17–30  | オーストラリアA                                                                                                   | Stade Jules-Ladoumègue, ましー, フランス レフリー: Luc Ramos (フランス) |
| 2023年8月23日 20:00 CEST (UTC+02) | T: マルティンス 21' c ストルティ 32' c G: マルケス (2/2) 22', 33' PG: マルケス (1/2) 62' | Report | T: ライト 2' m ピーチ (2) 17' c, 44' m Swinton 79' c G: Lonergan (1/3) 18' Tuttle 80' PG: Lonergan (2/2) 69', 73' | Stade Jules-Ladoumègue, ましー, フランス レフリー: Luc Ramos (フランス) |

| 2023年8月26日 20:45 CEST (UTC+02) | スペイン              | 3–62     | アルゼンチン | エスタディオ・メトロポリターノ, マドリード, スペイン レフリー: アンドリュー・ブライス (アイルランド) |
| 2023年8月26日 20:45 CEST (UTC+02) | PG: Vinuesa (1/1) 28' | レポート | T: マリア 12' c スクラビ 14' c M.カレラス 24' c クベリ 34' c クレメル 57' c デラフエンテ 58' c ボガド (2) 63' c, 80' c イサ 67' m G: サンチェス (7/9) 13', 15', 25', 35', 58', 64', 80' PG: サンチェス (1/1) 4' | エスタディオ・メトロポリターノ, マドリード, スペイン レフリー: アンドリュー・ブライス (アイルランド) |

| 2023年8月26日 21:00 CEST (UTC+02) | アイルランド                                                              | 17–13    | サモア                                                                      | スタッド・ジャン＝ドージェ, バイヨンヌ, フランス 観客数: 14,370人 レフリー: ウェイン・バーンズ (イングランド) |
| 2023年8月26日 21:00 CEST (UTC+02) | T: オブライエン 8' c マレー 51' m ハーリング 64' m G: クロウリー (1/3) 9' | レポート | T: パイアアウア 35' c G: ソポアンガ (1/1) 36' PG: ソポアンガ (2/2) 40', 46' | スタッド・ジャン＝ドージェ, バイヨンヌ, フランス 観客数: 14,370人 レフリー: ウェイン・バーンズ (イングランド) |

| 2023年8月26日 17:00 CLT (UTC-4) | チリ | 26–28    | アルゼンチンA | Estadio Municipal Germán Becker, テムコ, チリ レフリー: Frank Murphy (アイルランド) |
| 2023年8月26日 17:00 CLT (UTC-4) | T: フェルナンデス 40' c Saavedra 47' c G: S. Videla (2/2) 40', 48' PG: S. Videla (4/4) 4', 26', 32', 66' | レポート | T: Delguy 12' c Castro 61' c Gurovich 74' m G: de la Vega Mendía (2/3) 13', 62' PG: de la Vega Mendía (3/3) 18', 31', 45' | Estadio Municipal Germán Becker, テムコ, チリ レフリー: Frank Murphy (アイルランド) |

| 2023年8月27日 17:45 CEST (UTC+02) | フランス | 41–17    | オーストラリア                                                                    | スタッド・ド・フランス, サン＝ドニ, フランス 観客数: 80,000人 レフリー: ルーク・ピアース (イングランド) |
| 2023年8月27日 17:45 CEST (UTC+02) | T: ダンティ 7' c プノー (2) 56' c, 74' c ヴィリエール 63' m G: ラモス (2/3) 8', 58' ジャミネ (1/1) 76' PG: ラモス (4/4) 25', 28', 36', 54' ジャミネ (1/1) 80+1' | レポート | T: ナワンガニタワシ 13' m マクライト 61' c ヴニヴァル 78' m G: ゴードン (1/3) 62' | スタッド・ド・フランス, サン＝ドニ, フランス 観客数: 80,000人 レフリー: ルーク・ピアース (イングランド) |